# Philipp Hadorn
Pour les articles homonymes, voir Hadorn.
Philipp Hadorn, né le 6 février 1967 à Granges (Soleure) (originaire de Gerlafingen et Forst-Längenbühl), est une personnalité politique suisse, membre du Parti socialiste. Il est député du canton de Soleure au Conseil national de décembre 2011 à décembre 2019.

## Biographie
Philipp Hadorn naît le 6 décembre 1967 à Granges, dans le canton de Soleure. Il est originaire d'une autre commune du canton, Gerlafingen, et d'une commune du canton de Berne, Forst-Längenbühl. Il est le benjamin d'une famille de quatre enfants, qu'il qualifie de plutôt conservatrice.
Il suit ses classes à Selzach et Soleure. Il obtient en 1989 un certificat d'employé de commerce dans une manufacture horlogère à Granges. À partir de 1987, il suit en parallèle de ses activités professionnelles des cours à l'AKAD (société académique pour la formation des adultes) à Zurich, dont il obtient une maturité de type E (économique) en 1991. De 1992 à 1993, il suit une formation d'analyste de marché et, de 1991 à 1999, des études de droit à l'Université de Berne, toujours en parallèle à ses activités professionnelles. Il n'obtient toutefois pas sa licence.
Il travaille de 1982 à 1990 pour plusieurs instituts d'étude de marché et d'opinion. Il exerce également de 1983 à 1995 le métier de journaliste, en tant que pigiste pour divers journaux et revues. À partir de 1991, il est engagé par une œuvre d'entraide ecclésiastique pour donner des conseils juridiques à des réfugiés tamouls. De 1999 à 2002, il est le secrétaire politique du syndicat des médias (comedia). Il est secrétaire syndical du Syndicat du personnel des transports depuis 2002.
Il est président de la Croix-Bleue depuis 2013.
Il est marié depuis l'âge de 23 ans à Karin et père de trois fils. Il se déclare chrétien et croyant.
Il habite à Selzach jusqu'en 1986, puis une année respectivement à Soleure et à Granges. Après avoir habité deux ans à Bâche, puis quatre ans à Olten, il s'établit à Gerlafingen en 1995.

## Parcours politique
Il siège au Conseil municipal de la commune de Gerlafingen de juin 1997 à juillet 2011 et, en parallèle, au Grand Conseil du canton de Soleure de février 2006 à novembre 2011.
Il est élu au Conseil national lors des élections fédérales de 2011. Il est réélu en 2015, mais échoue à obtenir un troisième mandat en 2019, finissant avec 9 590 voix à plus 3 000 voix derrière sa colistière Franziska Roth,. Lors de ses deux mandats, il siège à la Commission des finances (CdF) et, de 2015 à 2019, à la Commission des transports et des télécommunications (CTT). Il préside par ailleurs la Délégation de la surveillance des NLFA de janvier 2014 à janvier 2015 puis à nouveau en 2018.